# LenDale White
Anthony LenDale White (20 de diciembre de 1984, Denver, Colorado), es un jugador de fútbol americano que jugó para los Seattle Seahawks, Denver Broncos y Tennessee Titans de la National Football League y previamente para la Universidad del Sur de California. Es agente libre.

## Instituto
Asistió al South Middle School en Denver, Colorado. En los años 1999 y 2000 jugó en el Denver (Colo.) South High. Los dos años siguientes jugó en el Chatfield Senior High en Littleton, Colorado.
Acabó el instituto, tras su cuatro años (todos como titular), como el líder en yardas de carrera con 7803, de todo el estado de Colorado.

## Carrera en la universidad
En la USC compartía las funciones de running back con Reggie Bush. A pesar de ser el menos conocido de los dos, White lideró al equipo en los apartados de carrera en sus dos primeros años, y en el 2005 fue elegido para el equipo All-America. A su vez, White corrió para tres touchdowns contra Oklahoma en el campeonato nacional y también consiguió tres touchdowns contra los Texas Longhorn en la Rose Bowl. 
Su asociación con Reggie Bush más conocida como "The Thunder & The Lightning" ha sido uno de los mejores backfields de la historia, dejando en su último año en la NCAA el récord de más TD de carrera anotados por dos jugadores del mismo equipo en un solo año gracias al estilo completamente diferente que tenían, Reggie Bush con su velocidad y elusividad y LenDale White con su potencia y fuerza. 
En sólo tres años, White se ha convertido en el líder de todos los tiempos de USC en touchdowns de carrera, con 52. Acabó su carrera universitaria con 3159 yardas de carrera y con una media de 5,9.
Se graduó en Sociología. Tras la Rose Bowl, se declaró elegible para el NFL draft. Una de las principales razones por las cuales decidió declararse elegible tras su año ‘’junior’’ fue el dinero, ya que fue criado en la pobreza. Encima su abuela enfermó y su madre tenía que cuidarla de continuo. 

## Carrera profesional

### 2006 NFL draft
Su elección en el draft se vio retrasada principalmente porque no tuvo ningún ‘’workout’’ antes del ‘’NFL scout’’. Durante el workout de su universidad, citó problemas musculares en el muslo como la razón para no correr, ni llevar a cabo ninguna actividad más allá del press de banca, donde sólo hizo 15 repeticiones con 225 libras (101,25 kg).
Un general mánager declaró tras haber visto a White en el combine: “Este chico necesitó un corpiño, fue ridículo. Vienes a la combine con esa pinta y ¿quieres ser una primera ronda? Vamos hombre. Obviamente no ha estado haciendo nada".
Posteriormente se confirmó que tenía una rotura en el bíceps femoral, pero no necesitó cirugía. No obstante, la lesión le mantuvo fuera de los terrenos de juego hasta mayo del 2006.
Finalmente fue elegido en la segunda ronda, con el pick 45 por los Tennessee Titans.

### Temporada 2006
En su temporada de rookie jugó muy poco. El 10 de agosto, durante un entrenamiento de los Titans, White se vio envuelto en una pequeña pelea con uno de sus compañeros. Durante la trifulca White supuestamente escupió en la cara del safety Donnie Nickey.
Durante la temporada corrió 61 veces en 13 partidos, con una media de 4 yardas por carrera, para un total de 244 yardas. No consiguió ningún touchdown. Su carrera más larga fue para 26 yardas en la semana 13 contra los Indianapolis Colts, por aquel entonces la defensa número 32 contra la carrera. Recibiendo, atrapó 14 pases para un total de 60 yardas. Su mejor partido fue contra los Colts en la quinta semana, donde corrió para 48 yardas y atrapó 3 pases para 7 yardas.

### Temporada 2007
Empezó la temporada como titular, compartiendo carreras con Chris Brown. No consiguió más de 70 yardas en los cinco primeros partidos, pero con Chris Brown lesionado, White logró su primer partido de 100 yardas contra los Houston Texans. Siguió esa actuación con el máximo de su carrera contra los Oakland Raiders, con 133 yardas. Tras estos dos partidos consiguió otro de más de 100, para lograr tres encuentros seguidos llegando a las 100 yardas. En total, corrió para 1110 yardas y siete touchdowns con una media de 3,7 yardas por carrera.
Se sometió a una artroscopia de la rodilla, ya que le estuvo lastrando durante el final de la temporada, pero pudo regresar al 100% a los minicamps de la pretemporada en mayo.
El 15 de marzo de 2008, recibió varias citaciones por destrucción de la propiedad, desobediencia, interferencia y resistencia a la autoridad en Denver.
Apareció en el videoclip de Snoop Dogg ‘’Life of da Party’’ a los 77 segundos.

### Temporada 2008
Los Titans escogieron a un running back en el draft, usando su primera ronda para seleccionar a Chris Johnson (pick 24). Juntos han logrado uno de los backfields más prolíficos de la liga, consiguiendo 2001 yardas y 24 touchdowns de carrera.
Ha creado una celebración para sus touchdowns, que se llama ‘’Fat Boy Special’’ o ‘’Happy Dance’’.
En la semana 16 junto con su compañero Keith Bulluck cogieron una ‘’Terrible Towel’’ (símbolo de los Pittsburgh Steelers), la lanzaron al suelo y la pisotearon en los últimos minutos del partido contra Pittsburgh.
Ha acabado la temporada con 773 yardas en 200 intentos, para una media de 3,9 yardas. Ha finalizado con 15 touchdowns de carrera y 16 yardas de recepción. También ha perdido un fumble.

## Curiosidades
Es primo de Chauncey Billups exjugador de la NBA.